# Крейссиг, Лотар
Лотар Пауль Эрнст Крейссиг (Крайссиг, нем. Lothar Paul Ernst Kreyssig; 30 октября 1898, Флёа, Саксония — 5 июля 1986, Бергиш-Гладбах, Северный Рейн-Вестфалия) — немецкий юрист, правозащитник и пацифист. Во времена Веймарской республики и нацистской Германии — судья. Единственный судья в истории нацистской Германии, выступивший против политической воли фюрера и применивший закон против нацистов. Уволен за противодействие нацистской политике эвтаназии. Известный церковный деятель Германии и послевоенной ГДР.

## Биография

### Образование
Родился в семье оптового торговца зерновыми продуктами. После окончания начальной школы поступил в гимназию в Хемнице, в 1916 году вынужден был досрочно сдать выпускные экзамены и уйти на фронт, где служил во Франции, в Прибалтике и в Сербии.
После окончания войны изучал в 1919—1922 годах право в Лейпциге. В 1923 году защитил диссертацию и с 1926 года работал в земельном суде Хемница, где в 1928 году занял должность судьи.

### Эпоха нацизма
Известно, что ещё до прихода нацистов к власти Крейссиг голосовал за них на выборах, а после их прихода первоначально относился к ним лояльно и даже вступил в организацию Национал-социалистическая народная благотворительность, а с 1934 года — также в Союз национал-социалистических немецких юристов и в Имперский союз немецких чиновников.
Тем не менее, уже в 1933 году отказался вступить в нацистскую партию по соображениям независимости судей от политики. Как евангелический христианин, в 1934 году вступил в Исповедующую церковь, синод которой в Саксонии возглавил в 1935 году.
В 1937 году переведён в город Бранденбург-на-Хафеле на должность судьи по делам опекунства. В расположенной поблизости местности Хоэнферхезар он приобрёл земельное хозяйство, где занимался экологически чистым сельскохозяйственным производством. В связи с его церковной деятельностью нацисты несколько раз пытались привлечь его к ответственности, однако безуспешно.
Был единственным из немецких судей, кто открыто выступил против нацистской программы Т-4. В своём письме 8 июля 1940 года министру юстиции Гюртнеру высказал подозрения в том, что «физически неполноценные» подвергаются массовому умерщвлению, и высказался против применения подобных методов в концентрационных лагерях.
Несмотря на то, что Крейссигу указали, что эвтаназию одобрил лично Гитлер, он инициировал обвинение в убийстве против рейхсляйтера Ф. Боулера. 13 ноября 1940 года министр юстиции Франц Гюртнер вызвал Крейссига на беседу и указал, что его нежелание признавать мнение Гитлера в качестве источника права несовместимо с должностью судьи. В декабре 1940 года Крейссиг был уволен в отставку, однако попытки применить к нему более суровые меры оказались безрезультатными.
В марте 1942 года распоряжением Гитлера уволен на пенсию. После этого Крейссиг целиком посвятил себя своему экологически чистому хозяйству и церковной деятельности. В его крестьянском хозяйстве до конца войны скрывались две женщины еврейского происхождения.

### Послевоенный период
После окончания войны считался героем немецкого сопротивления. В то же время, поскольку он проживал на территории ГДР, часть его земель была конфискована.
Хотя власти советской оккупационной зоны предлагали ему вновь занять пост судьи, Крейссиг критически отнёсся к новым властям и от предложения отказался. Вместо этого, по приглашению епископа Отто Дибелиуса, с 1945 года он стал президентом консистории церковной провинции Саксония в Магдебурге. В 1947—1964 годах был председателем синода церковной провинции. В 1952 году краткое время возглавлял канцелярию Евангелической церкви Старопрусского союза, и с того же года по 1970-й был президентом синода церкви.
В 1949—1961 годах состоял в Совете Евангелической церкви Германии. Занимал ряд других церковных должностей. Активно выступал против вооружения Германии и разделения её территории. Основал в Саксонии Евангелическую академию и церковный телефон доверия, а также организацию помощи голодающим.
Самой важной его общественной инициативой было учреждение в 1958 году «Акции примирения». Молодые немцы в рамках акции отправлялись в страны, против которых ранее воевала Германия, а также в Израиль, чтобы просить там о прощении и мире. Поначалу идея казалась фантастической, однако со временем в движение оказалось вовлечено множество немцев, и оно активно действует до сих пор. После сооружения Берлинской стены Крейссиг оказался отрезан от международной деятельности своей организации, в связи с чем в 1962 году он ушёл в отставку с поста её руководителя и стал активистом организации в ГДР. Одной из первых инициатив стала расчистка руин разрушенных в Магдебурге церкви Св. Петра и Валлонской церкви.
В 1971 году Крейссиг с женой переселились в Западный Берлин. С 1977 года он проживал в доме престарелых в Бергиш-Гладбахе, где и умер в 1986 году.

## Посмертная память
В честь Крейссига названы улицы в ряде немецких городов: Флёа, Бранденбург, Магдебург, Карлсруэ и Бергиш-Гладбах, а также ряд других объектов. В 2016 году Лотар Крейссиг и его супруга Йоханна за спасение евреев были включены в список «праведников мира» под номером 13349.

## Сочинения
- Der strafrechtliche Begriff des Unzüchtigen als Masstab [i. e. Maßstab] unsittlicher Kunst. Leipzig, Univ., Diss., 1923
- Gerechtigkeit für David. Gottes Gericht und Gnade über dem Ahnen Jesu Christi. Nach dem 2. Buch Samuelis, 1949
- Aufruf zur Aktion Sühnezeichen 1958